# Ерланд Юсефсон
Ерланд Юсефсон (швед. Erland Josephson (15 червня 1923, Стокгольм — 25 лютого 2012, Стокгольм) — шведський актор театру і кіно, режисер та письменник. Він найбільш відомий за своїми роботами в фільмах Інгмара Бергмана, Андрія Тарковського та Тодороса Ангелопулоса.

## Біографія
Ерланд Юсефсон народився в Стокгольмі, Швеція. Він був директором Королівського драматичного театру в Стокгольмі, з 1966 по 1975 рік. Він публікував романи, оповідання, поезію і драму, і був режисером декількох фільмів. В 1980 він був режисером і актором в фільмі Мармелад революції (Marmalade Revolution), який був включений в конкурсну програму 30-го Берлінського кінофестивалю. Ерланд Юсефсон помер 25 лютого 2012 від Хвороби Паркінсона.

## Фільмографія
- Над нашою любов'ю йде дощ / Det regnar på vår kärlek (1946)
- На радість / Till glädje (1950)
- Поруч із життям / Nära livet (1958)
- Лице / Ansiktet (1958)
- Дівчата / Flickorna (1968)
- Година вовка / Vargtimmen (1968)
- Пристрасть / En passion (1969)
- Шепоти й крики / (1972)
- Сцени з подружнього життя / Scener ur ett äktenskap (1973)
- Чарівна флейта / Trollflöjten (1975)
- Віч-на-віч / Ansikte Mot Ansikte (1976)
- Осіння соната / Höstsonaten (1978)
- Перша полька / Die erste Polka (1979)
- Мармелад революції / Marmeladupproret (1980)
- Монтенегро / Montenegro (1981)
- The Melody Haunts My Memory (1981)
- Фанні і Олександр / Fanny och Alexander (1982)
- Variola Vera (1982)
- Bella Donna (1983)
- Ностальгія / Ностальгия (1983)
- Після репетиції / Efter repetitionen (1984)
- Жертвопринесення / Offret (1986)
- Нестерпна легкість буття / The Unbearable Lightness Of Being (1988)
- Хануссен / Hanussen (1988)
- Seobe (1988)
- God afton, Herr Wallenberg (1990)
- Drømspel (1994)
- Ulysses' Gaze (1995)
- У присутності клоуна / Larmar och gör sig till
- Trolösa (2000)
- Now (2002)
- Сарабанда / Saraband (2003)
- Dag och natt (2004)